# Janeene Vickersová
Janeene Hope Vickersová-McKinneyová rozená Vickersová (* 3. října 1968 Torrance) je bývalá americká atletka, která startovala hlavně na 400 metrů překážek. Na letních olympijských hrách v roce 1992 a na mistrovstvích světa v roce 1991 získala bronzové medaile na 400 metrů překážek. Vyhrála také mistrovství USA v roce 1990.